# عثاربة (يريم)

تعديل مصدري - تعديل

عثاربة محلة تابعة لقرية الرزاعي، التابعة لعزلة خودان بمديرية يريم إحدى مديريات محافظة إب في الجمهورية اليمنية.، بلغ تعداد سكانها 47 حسب تعداد اليمن لعام 2004.